# Charles « Chic » Sale
Charles « Chic » Sale (parfois simplement crédité Chic Sale) est un acteur américain, né Charles Partlow Sale le 25 août 1885 à Huron, Dakota du Sud, et mort le 7 novembre 1936 à Los Angeles.

## Filmographie partielle
- 1921 : His Nibs de Gregory La Cava
- 1924 : The New School Teacher de Gregory La Cava : Professeur Timmons
- 1931 : The Star Witness de William A. Wellman
- 1932 : Amitié (When a Fellow Needs a Friend), de Harry A. Pollard
- 1933 : Dangerous Crossroads de Lambert Hillyer
- 1933 : The Chief de Charles Reisner : oncle Joe
- 1934 : L'Île au trésor (Treasure Island) de Victor Fleming : Benjamin Gunn, dit "Ben"
- 1935 : It's a Great Life de Edward F. Cline : grandpère Barclay
- 1936 : The Man I Marry de Ralph Murphy : shérif Clem Loudecker
- 1937 : J'ai le droit de vivre (You Only Live Once) de Fritz Lang : Ethan